# The Warrior and the Sorceress
The Warrior and the Sorceress (en español: El guerrero y la hechicera; Kain, del planeta oscuro en Argentina) es una película argentina-estadounidense de fantasía-acción de 1984 dirigida por John C. Broderick y protagonizada por David Carradine, María Socas y Luke Askew. Fue escrita por Broderick y el famoso ilustrador especializado en el género fantástico William Stout.
El film es un exponente del subgénero de espada y brujería, la cual se desprende de la Ficción de explotación y fue muy popular en la década de 1980 gracias al éxito de Conan el Bárbaro, estrenada dos años antes. Fue uno de los diez films que el productor estadounidense Roger Corman realizó en Buenos Aires, en asociación con Aries Cinematográfica Argentina, durante el período entre 1982 y 1990.

## Sinopsis
En un planeta alejado de la Tierra llamado Ura, dos soles devastan y dan forma a los territorios, mayormente desérticos. Kain, un guerrero solitario de una civilización desaparecida, en la que las hechiceras mandaban y los soldados obedecían, llega a una lejana ciudad, donde se encuentra el único pozo de la zona que brinda agua. Allí, dos líderes de clanes guerreros se encuentran enfrentados desde hace mucho tiempo en una lucha por controlar el pozo, mientras los habitantes se encuentran a merced de la maldad o la misericordia de ambos.
Kain finge estar interesado en el conflicto, pero en realidad tiene sus propios planes. Bal Caz, uno de los líderes de los clanes, es el primero en ofrecerle trabajo como mercenario a Kain para que derrote a Zeg El Tirano, quien controla el pozo. Sin embargo, Kain traiciona rápidamente a Bal Caz y se une a Zeg al descubrir a una mujer llamada Naja, la última hechicera antigua, quien se encuentra esclavizada por El Tirano, que busca obligarla a construir una legendaria espada irrompible. Kain planea no sólo liberar a la bellísima Naja, sino además lograr que los rivales que someten al pueblo con sus peleas se eliminen mutuamente, brindando la oportunidad al pueblo de la ciudad de rebelarse, reclamar su pozo y obtener su libertad.

## Reparto
- David Carradine ... Kain, El Oscuro
- María Socas ... Naja, La Hechicera
- Luke Askew ... Zeg, El Tirano
- Anthony De Longis ... Kief, Capitán de Zeg (como Anthony DeLongis)
- Harry Townes ... Bludge, El Prelado
- Guillermo Marín ... Bal Caz (como William Marin)
- Armando Capo ... Burgo, El vendedor de esclavos (como Arthur Clark)
- Daniel March ... Blather, bufón de Bal Caz
- John Overby ... Gabble, bufón de Bal Caz
- Richard Paley ... Cara-Cortada
- Marcos Woinsky ... Capitán de Burgo (como Mark Welles)
- Cecilia Narova ... Bailarina exótica (como Cecilia North)
- Dylan Willias ... Guardia de Zeg
- José Casanova ... Guardia de Zeg (como Joe Cass)
- Miguel Zavaleta ... Guardia de Zeg (como Miguel Zabaleta/Michael Zane)
- Herman Cass ... Guardia de Zeg
- Arturo Noal ... Guardia de Zeg (como Arthur Neal)
- Hernán Gené ... Guardia de Zeg (como Herman Gere)
- Gus Parker ... Guardia de Zeg
- Ned Ivers ... Esclavo
- Liliana Cameroni ... Esclava de Zeg ahogada (como Lillian Cameron)
- Eva Adanaylo ... Mujer en el pozo (como Eve Adams)
- Noëlle Balfour ... (sin acreditar)